# Volta (microarquitectura)

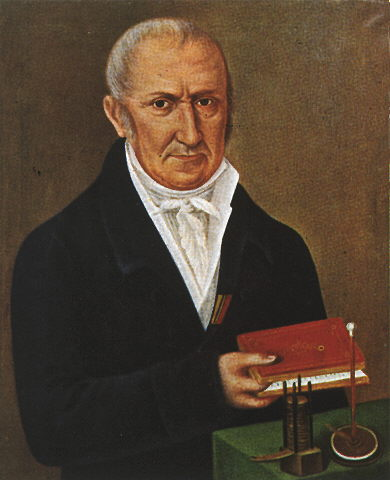
Pintura de Alessandro Volta, epónimo de arquitectura

Volta es el nombre en clave de una microarquitectura GPU desarrollada por Nvidia, reemplazando a Pascal. Se anunció por primera vez en una hoja de ruta en marzo de 2013, aunque el primer producto no se anunció hasta mayo de 2017. La arquitectura lleva el nombre del químico y físico italiano de los siglos XVIII – XIX Alessandro Volta. Fue el primer chip de NVIDIA en presentar Tensor Cores, núcleos especialmente diseñados que tienen un rendimiento de aprendizaje profundo superior a los núcleos CUDA regulares. La arquitectura se produce con el proceso FinFET de 12 nm de TSMC. La microarquitectura Ampere es la sucesora de Volta.
La primera tarjeta gráfica en usarla fue la del centro de datos Tesla V100, por ejemplo, como parte del sistema Nvidia DGX-1. También se ha utilizado en Quadro GV100 y Titan V. No había tarjetas gráficas GeForce convencionales basadas en Volta.

## Detalles
Las mejoras arquitectónicas de la arquitectura Volta incluyen lo siguiente:
- Capacidad de cómputo CUDA 7.0
  - ejecución concurrente de operaciones enteras y de coma flotante
- Proceso FinFET de 12 nm de TSMC,[4] que permite 21.1 mil millones de transistores.[5]
- Memoria de alto ancho de banda 2 (HBM2),[4][6]
- NVLink 2.0: un bus de gran ancho de banda entre la CPU y la GPU, y entre varias GPU. Permite velocidades de transferencia mucho más altas que las que se pueden lograr con PCI Express; Se estima que proporciona 25 Gbit/s por carril.[7] (Deshabilitado para Titan V)
- Núcleos tensoriales: un núcleo tensorial es una unidad que multiplica dos matrices FP16 de 4 × 4, y luego agrega una tercera matriz FP16 o FP32 al resultado mediante el uso de operaciones fusionadas de multiplicación y suma, y obtiene un resultado FP32 que podría degradarse opcionalmente a un resultado FP16.[8] Los núcleos tensoriales están destinados a acelerar el entrenamiento de las redes neuronales.[8] Los núcleos Tensor de Volta son de primera generación, mientras que Ampere tiene núcleos Tensor de tercera generación.[9]
- PureVideo Feature Set I decodificación de video por hardware

## Productos
Volta ha sido anunciado como la microarquitectura GPU dentro de la generación Xavier de Tegra SoC que se enfoca en los autos sin conductor.
En el discurso de apertura anual de la GPU Technology Conference de Nvidia el 10 de mayo de 2017, Nvidia anunció oficialmente la microarquitectura Volta junto con el Tesla V100. La GPU Volta GV100 está construida sobre un tamaño de proceso de 12 nm usando memoria HBM2 con 900 GB/s de ancho de banda.
Nvidia anunció oficialmente NVIDIA TITAN V el 7 de diciembre de 2017.
Nvidia anunció oficialmente la Quadro GV100 el 27 de marzo de 2018.
| Modelo                        | Lanzamiento            | Nombre de clave | Fab ( nm) | Transistores (mil millones) | Tamaño del chip (mm2) | Interfaz de bus | Configuración del núcleo | Configuración del núcleo | Cantidad deSM | Clústeres de procesamiento de gráficos | Tamaño de Caché L2 (MiB) | Velocidades de reloj        | Velocidades de reloj | Velocidades de reloj | Tasa de relleno | Tasa de relleno | Memoria      | Memoria            | Memoria     | Memoria             | Poder de procesamiento (GFLOPS) | Poder de procesamiento (GFLOPS) | Poder de procesamiento (GFLOPS) | TDP (vatios) | Soporte NVLink | Precio de lanzamiento (USD) |
| Modelo                        | Lanzamiento            | Nombre de clave | Fab ( nm) | Transistores (mil millones) | Tamaño del chip (mm2) | Interfaz de bus | Núcleo CUDA              | Núcleo Tensor            | Cantidad deSM | Clústeres de procesamiento de gráficos | Tamaño de Caché L2 (MiB) | Reloj base del núcleo (MHz) | Reloj turbo (MHz)    | Memoria (MT/s)       | Píxel (GP/s)    | Textura (GT/s)  | Tamaño (GiB) | Banda ancha (GB/s) | Tipo de bus | Ancho del bus (bit) | Simple                          | Doble                           | Media                           | TDP (vatios) | Soporte NVLink | Precio de lanzamiento (USD) |
| Modelo                        | Lanzamiento            | Nombre de clave | Fab ( nm) | Transistores (mil millones) | Tamaño del chip (mm2) | Interfaz de bus | Núcleo CUDA              | Núcleo Tensor            | Cantidad deSM | Clústeres de procesamiento de gráficos | Tamaño de Caché L2 (MiB) | Reloj base del núcleo (MHz) | Reloj turbo (MHz)    | Memoria (MT/s)       | Píxel (GP/s)    | Textura (GT/s)  | Tamaño (GiB) | Banda ancha (GB/s) | Tipo de bus | Ancho del bus (bit) | Simple                          | Doble                           | Media                           | TDP (vatios) | Soporte NVLink | MSRP                        |
| ----------------------------- | ---------------------- | --------------- | --------- | --------------------------- | --------------------- | --------------- | ------------------------ | ------------------------ | ------------- | -------------------------------------- | ------------------------ | --------------------------- | -------------------- | -------------------- | --------------- | --------------- | ------------ | ------------------ | ----------- | ------------------- | ------------------------------- | ------------------------------- | ------------------------------- | ------------ | -------------- | --------------------------- |
| Nvidia Titán V                | 7 de diciembre de 2017 | GV100-400-A1    | TSMC 12nm | 21.1                        | 815                   | PCIe 3.0 ×16    | 5120:320:96              | 640                      | 80            | 6                                      | 4.5                      | 1200                        | 1455                 | 1700                 | 139.7           | 465.6           | 12           | 652.8              | HBM2        | 3072                | 12288 (14899)                   | 6144 (7450)                     | 24576 (29798)                   | 250          | No             | $2,999                      |
| Nvidia Quadro GV100           | 27 de marzo de 2018    | GV100           | TSMC 12nm | 21.1                        | 815                   | PCIe 3.0 ×16    | 5120:320:128             | 640                      | 80            | 6                                      | 6                        | 1132                        | 1628                 | 1696                 | 208.4           | 521             | 32           | 868.4              | HBM2        | 4096                | 11592 (16671)                   | 5796 (8335)                     | 23183 (33341)                   | 250          | Sí             | $8,999                      |
| Edición CEO de Nvidia Titan V | 21 de junio de 2018    | GV100           | TSMC 12nm | 21.1                        | 815                   | PCIe 3.0 ×16    | 5120:320:128             | 640                      | 80            | 6                                      | 6                        | 1200                        | 1455                 | 1700                 | 186.2           | 465.6           | 32           | 870.4              | HBM2        | 4096                | 12288 (14899)                   | 6144 (7450)                     | 24576 (29798)                   | 250          | Sí             | N/A                         |

## Aplicación
También se informa que Volta se incluye en las supercomputadoras Summit y Sierra, que se utilizan para el cálculo GPGPU. Las GPU Volta se conectarán a las CPU POWER9 a través de NVLink 2.0, que se espera admita la coherencia de caché y, por lo tanto, mejore el rendimiento de GPGPU.